# Bourzey
Qala'at Burzey (ook wel Lysias Bourzo (Grieks), Borzé, Bourzey, Borzeih, Rochefort, Marza, Mirza of Barzuya) is een kasteel bij het dorpje Marza in Syrië. De ruïne van het kasteel ligt op een uitloper van de Djebel Ansariye, 480 m boven de zeespiegel, en kijkt uit over de Orontesvlakte. 
Wat nog resteert is minimaal. Eens was het een complex van behoorlijke omvang, wat verrassend is vanwege het feit dat het kasteel ver verwijderd lag van kruisvaarderscentra aan de kust. Het diende als eerste verdedigingspost, en confronteerde posities die in Arabische handen waren, aan de oostelijke kant van de vallei. 
De huidige ruïnes stammen uit de twaalfde eeuw, en, net als Qala'at Saladin, markeren ze de eerste fase van kruisvaarderbebouwing in het gebied. Op 23 augustus 1188 werd het kasteel ingenomen door Saladin tijdens zijn wervelwindcampagnewaarbij hij de kust schoonveegde, Tartous belegerde, en de forten Safita, Jeble, Latakia, Saône, Mehelbeh en Bakas-Shugur innam.
Hoewel Bourzey de naam had onneembaar te zijn, aangezien oorlogsmachines het niet konden bereiken, sloeg Saladin toe vanaf de westelijke heuvelrug. Hij viel terug op drie opeenvolgende charges van troepen tegen de westelijke muur, waardoor de al magere gelederen van de verdedigers nog meer uitgedund werden, en hij duidelijk goed gebruik maakte van de informatie die de vrouw van de commandant doorspeelde aan haar zuster, Sybilla, de derde vrouw van Bohemund III, vorst van Antiochië. (Sybilla was een spionne in dienst van Saladin.) Het garnizoen gaf zich over onder de druk van Saladins menselijke golf-tactiek. 
Hoewel Saladins tamelijke toeslaan en weglopenstrategie de kruisvaarders niet permanent uit hun hoofdversterkingen aan de kust verdreef, beperkte het hun territorium voor de tweede eeuw van hun aanwezigheid behoorlijk, en inlandse plaatsen als Bourzey speelden verder geen rol meer in de Frankische verdediging.